# Edward Nowak
Edward Nowak (Nowy Żmigród, 21 febbraio 1940) è un arcivescovo cattolico polacco.

## Biografia
Edward Nowak è nato a Nowy Żmigród il 21 febbraio 1940.

### Formazione e ministero sacerdotale
È stato ordinato diacono il 6 gennaio 1963 dal vescovo di Przemyśl Franciszek Barda, che il 13 dello stesso mese lo ha ordinato presbitero. Tra il 1963 e il 1968 ha studiato presso la Pontificia Università Gregoriana di Roma. Dal 1969 al 1974 è stato a servizio del Centro pastorale dell'emigrazione polacca a Roma, segretario di monsignor Władysław Rubin e dipendente della segreteria generale del Sinodo dei vescovi. Tra il 1974 e il 1988 ha lavorato per la Congregazione per l'educazione cattolica. Dal 1988 al 1990 è stato responsabile dell'ufficio scuole cattoliche dello stesso dicastero.

### Ministero episcopale
Il 24 febbraio 1990 papa Giovanni Paolo II lo ha nominato arcivescovo titolare di Luni e segretario della Congregazione delle cause dei santi. Ha ricevuto l'ordinazione episcopale il 5 aprile successivo dallo stesso pontefice, coconsacranti gli arcivescovi Giovanni Battista Re, sostituto per gli affari generali della Segreteria di Stato, e Justin Francis Rigali, segretario della Congregazione per i vescovi. Nel 2002 è stato nominato cappellano conventuale ad honorem del Sovrano militare ordine di Malta.
Il 5 maggio 2007 papa Benedetto XVI lo ha nominato assessore dell'Ordine equestre del Santo Sepolcro di Gerusalemme e canonico della basilica di San Pietro in Vaticano. Ha lasciato il primo di questi incarichi il 12 gennaio successivo.

## Genealogia episcopale
La genealogia episcopale è:
- Cardinale Scipione Rebiba
- Cardinale Giulio Antonio Santori
- Cardinale Girolamo Bernerio, O.P.
- Arcivescovo Galeazzo Sanvitale
- Cardinale Ludovico Ludovisi
- Cardinale Luigi Caetani
- Cardinale Ulderico Carpegna
- Cardinale Paluzzo Paluzzi Altieri degli Albertoni
- Papa Benedetto XIII
- Papa Benedetto XIV
- Papa Clemente XIII
- Cardinale Enrico Benedetto Stuart
- Papa Leone XII
- Cardinale Chiarissimo Falconieri Mellini
- Cardinale Camillo Di Pietro
- Cardinale Mieczysław Halka Ledóchowski
- Cardinale Jan Maurycy Paweł Puzyna de Kosielsko
- Arcivescovo Józef Bilczewski
- Arcivescovo Bolesław Twardowski
- Arcivescovo Eugeniusz Baziak
- Papa Giovanni Paolo II
- Arcivescovo Edward Nowak